# Championnats d'Angola de cyclisme sur route
Les championnats d'Angola de cyclisme sur route sont les championnats nationaux de cyclisme sur route d'Angola.

## Élites Hommes

### Podiums de la course en ligne
| Année | Vainqueur                          | Deuxième                           | Troisième                          |
| ----- | ---------------------------------- | ---------------------------------- | ---------------------------------- |
| 2003  | Márcio Guevara                     |                                    |                                    |
| 2004  | Ivan André                         |                                    |                                    |
| 2005  | Igor Silva                         | Márcio Guevara                     | Cruz Lima                          |
| 2006  | Walter da Silva                    | Igor Silva                         | Jacinto Osvaldo                    |
| 2007  | Pas organisé ou résultats inconnus | Pas organisé ou résultats inconnus | Pas organisé ou résultats inconnus |
| 2008  | Bruno André                        | Pedro Luabo                        | Manuel Pereira                     |
| 2009  | Pas organisé ou résultats inconnus | Pas organisé ou résultats inconnus | Pas organisé ou résultats inconnus |
| 2010  | Igor Silva                         | Leonardo Zietoso                   | Bruno André                        |
| 2011  | Igor Silva                         | Walter da Silva                    | Candido Monteiro                   |
| 2012  | Igor Silva                         | Walter da Silva                    | Dário António                      |
| 2013  | Igor Silva                         | Walter da Silva                    | Dário António                      |
| 2014  | Igor Silva                         | Walter da Silva                    |                                    |
| 2015  | Igor Silva                         | Cruz Tuto                          | Dário António                      |
| 2016  | Dário António                      | Mário de Carvalho                  | Cruz Tuto                          |
| 2017  | Igor Silva                         | Dário António                      | Walter da Silva                    |
| 2018  | José Panzo                         | Dário António                      | Igor Silva                         |
| 2019  | Hélder Silva                       | Mário de Carvalho                  | Cruz Tuto                          |
| 2020  | Pas organisé                       | Pas organisé                       | Pas organisé                       |
| 2021  | Bruno Araújo                       | Adilson Zacarias                   | Dário António                      |
| 2022  | Bruno Araújo                       | Gabriel Cole                       | Igor Silva                         |
| 2023  | Igor Silva                         | Bruno Araújo                       | Dário António                      |
| 2024  | Igor Silva                         | Bruno Araújo                       | Cruz Tuto                          |
| 2025, | Wagner Chiquito                    | Odilson dos Santos                 | Bruno Araújo                       |

Multi-titrés
- 10 : Igor Silva
- 2 : Bruno Araújo

### Podiums du contre-la-montre
| Année | Vainqueur                          | Deuxième                           | Troisième                          |
| ----- | ---------------------------------- | ---------------------------------- | ---------------------------------- |
| 2003  | Márcio Guevara                     |                                    |                                    |
| 2004  | Igor Silva                         |                                    |                                    |
| 2005  | Igor Silva                         | Márcio Guevara                     | Cruz Lima                          |
| 2006  | Igor Silva                         |                                    |                                    |
| 2007  | Igor Silva                         |                                    |                                    |
| 2008  | Leonardo Zietoso                   | Igor Silva                         | Cruz Tuto                          |
| 2009  | Pas organisé ou résultats inconnus | Pas organisé ou résultats inconnus | Pas organisé ou résultats inconnus |
| 2010  | Igor Silva                         | Vicente Ngolo                      | Leonardo Zietoso                   |
| 2011  | Igor Silva                         | Walter da Silva                    | Marcelino Augusto                  |
| 2012  | Igor Silva                         | Dário António                      |                                    |
| 2013  | Igor Silva                         | Walter da Silva                    | Cruz Tuto                          |
| 2014  | Igor Silva                         | Walter da Silva                    | Mário de Carvalho                  |
| 2015  | Igor Silva                         | Manuel Betilson                    | Dário António                      |
| 2016  | Igor Silva                         | Mário de Carvalho                  |                                    |
| 2017  | Dário António                      | Igor Silva                         |                                    |
| 2018  | Dário António                      | Mário de Carvalho                  | Igor Silva                         |
| 2019  | Dário António                      | Igor Silva                         | Cruz Tuto                          |
| 2020  | Pas organisé                       | Pas organisé                       | Pas organisé                       |
| 2021  | Dário António                      | Bruno Araújo                       | Mário de Carvalho                  |
| 2022  | Dário António                      | Igor Silva                         | Gabriel Cole                       |
| 2023  | Dário António                      | Igor Silva                         | Gabriel Cole                       |
| 2024  | Dário António                      | Igor Silva                         | João Kiambote                      |
| 2025  | Dário António                      | Euclides Chingui                   | Mário de Carvalho                  |

Multi-titrés
- 11 : Igor Silva
- 8 : Dário António

### Podiums du contre-la-montre par équipes
| Année | Vainqueur                                              | Deuxième                                           | Troisième                                                    |
| ----- | ------------------------------------------------------ | -------------------------------------------------- | ------------------------------------------------------------ |
| 2017  | Dário António Mário de Carvalho Bruno Araújo Cruz Tuto | Igor Silva José Panzo Lucas Camilo Manuel Betilson | Bruno Casimiro João Cavaleiro Márcio Gourgel Wagner de Sousa |

## Femmes

### Podiums de la course en ligne
| Année | Vainqueur      | Deuxième        | Troisième      |
| ----- | -------------- | --------------- | -------------- |
| 2022  | Yolanda Mendes |                 |                |
| 2023  | Carla Araújo   |                 |                |
| 2024  | Carla Araújo   | Yolanda Mendes  | Megan Brechet  |
| 2025  | Carla Araújo   | Zuleide Cardoso | Yolanda Mendes |

### Podiums du contre-la-montre
| Année | Vainqueur       | Deuxième       | Troisième       |
| ----- | --------------- | -------------- | --------------- |
| 2022  | Yolanda Mendes  |                |                 |
| 2023  | Zuleide Cardoso |                |                 |
| 2024  | Yolanda Mendes  | Carla Araújo   | Megan Brechet   |
| 2025  | Carla Araújo    | Yolanda Mendes | Zuleide Cardoso |

## Espoirs Hommes

### Podiums de la course en ligne
| Année | Vainqueur         | Deuxième           | Troisième         |
| ----- | ----------------- | ------------------ | ----------------- |
| 2011  | António Marcelino |                    |                   |
| 2016  | Mário de Carvalho | Wagner Chiquito    | Gabriel Cole      |
| 2017  | Bruno Araújo      | José Panzo         | Mário de Carvalho |
| 2018  | José Panzo        | Lizandro Dinil     | Lucas Camilo      |
| 2019  | Bruno Araújo      | Gabriel Cole       | Marcelino Blanche |
| 2020  | Pas organisé      | Pas organisé       | Pas organisé      |
| 2022  | Euclides Chingui  | Hélvio Lemos       | André Alexandre   |
| 2023  | Hélvio Lemos      | André Alexandre    | Herlander António |
| 2024  | Diego Albano      | Hosana Gonçalves   | Cristian Teixeira |
| 2025  | Hosana Gonçalves  | Aguinaldo Sassinde | Diego Albano      |

Multi-titrés
- 2 : Bruno Araújo

### Podiums du contre-la-montre
| Année | Vainqueur         | Deuxième          | Troisième         |
| ----- | ----------------- | ----------------- | ----------------- |
| 2017  | José Panzo        | Mário de Carvalho | Bruno Araújo      |
| 2018  | José Panzo        | Bruno Araújo      | Adilson Zacarias  |
| 2019  | Gabriel Cole      | Bruno Araújo      | Marcelino Blanche |
| 2020  | Pas organisé      | Pas organisé      | Pas organisé      |
| 2022  | Euclides Chingui  | Rodrigo Vieira    | Hélvio Lemos      |
| 2023  | Hosana Gonçalves  | Edivaldo Ferrão   | André Alexandre   |
| 2024  | Cristian Teixeira | Edivaldo Ferrão   | Hosana Gonçalves  |
| 2025  | Cristian Teixeira | Adérito Pereira   | Jorge Gonçalves   |

Multi-titrés
- 2 : José Panzo, Cristian Teixeira

## Juniors Hommes

### Podiums sur route
| Année | Vainqueur         | Deuxième          | Troisième         |
| ----- | ----------------- | ----------------- | ----------------- |
| 2004  | Leonel Araújo     |                   |                   |
| 2008  | Marcelino Augusto | Ladislau Ricardo  | Francisco Cunha   |
| 2011  | Manuel Betilson   | Clemente Calovela | Adilson Domingos  |
| 2012  | Mário de Carvalho |                   |                   |
| 2013  | Mário de Carvalho | Joaquim Bento     | Daniel Ngondo     |
| 2018  | Eugénio Pina      | Dalton Silva      | Blanche Marcelino |
| 2019  | Hélvio Lemos      |                   |                   |
| 2020  | Pas organisé      | Pas organisé      | Pas organisé      |
| 2021  | Armando Varskio   |                   |                   |
| 2022  | Diego Albano      | Danger Cristóvão  |                   |
| 2023  | José Lucamba      | Diego Albano      | Cristian Teixeira |
| 2024  | Kilson Rodrigues  | Justiniano Araújo | José Lucamba      |
| 2025  | Sérgio Araújo     | Kilson Rodrigues  | Daniel Geyer      |

### Podiums du contre-la-montre
| Année | Vainqueur         | Deuxième          | Troisième         |
| ----- | ----------------- | ----------------- | ----------------- |
| 2004  | Leonel Araújo     |                   |                   |
| 2008  | Marcelino Augusto | Ladislau Ricardo  | Francisco Cunha   |
| 2017  | Eugénio Pina      |                   |                   |
| 2018  | Dalton Silva      | Eugénio Pina      | Efraim Viana      |
| 2019  | Hélvio Lemos      |                   |                   |
| 2021  | Armando Varskio   |                   |                   |
| 2022  | Hosana Gonçalves  | Diego Albano      | Dange Cristóvão   |
| 2023  | Diego Albano      | Cristian Teixeira | Kelson Miguel     |
| 2024  | Adérito Pereira   | Kilson Rodrigues  | Jorge Gonçalves   |
| 2025  | Sérgio Araújo     | Kilson Rodrigues  | Justiniano Araújo |

## Cadets Hommes

### Podiums sur route
| Année | Vainqueur        | Deuxième        | Troisième       |
| ----- | ---------------- | --------------- | --------------- |
| 2013  | Bruno Araújo     | Gabriel Cole    | Lucas Camilo    |
| 2019  | Cristian Silva   |                 |                 |
| 2020  | Pas organisé     | Pas organisé    | Pas organisé    |
| 2021  | Djovany Costa    | José Lucamba    |                 |
| 2022  | Jorge Gonçalves  | Adérito Pereira | Eduardo Timóteo |
| 2023  | Kilson Rodrigues | Diego Silva     | Paulo Carmo     |
| 2024  | Mariano Lucamba  | Evaristo Sapalo | Álvaro Holandês |
| 2025  | Edmilson Cravid  | Evaristo Sapalo | Álvaro Holandês |

### Podiums du contre-la-montre
| Année | Vainqueur        | Deuxième         | Troisième        |
| ----- | ---------------- | ---------------- | ---------------- |
| 2017  | Hélio Mota       |                  |                  |
| 2021  | Carlos Rufino    | Djovany Costa    |                  |
| 2022  | Adérito Pereira  | Eduardo Timóteo  | António Salvador |
| 2023  | Kilson Rodrigues | Diego Silva      | Alexandre Costa  |
| 2024  | Evaristo Sapalo  | Álvaro Holandês  | Anderson Pedro   |
| 2025  | Evaristo Sapalo  | Telson Rodrigues | Fábio Prata      |